# Generaldirektion Beschäftigung, Soziales und Inklusion
Die Generaldirektion Beschäftigung, Soziales und Integration (EMPL) ist eine Generaldirektion der Europäischen Kommission. Im Englischen endet der Name auf"...Inclusion" statt Integration.
Sie ist dem Kommissar für Beschäftigung und soziale Rechte und der Kommissarin für Gleichstellung zugeordnet.
Leiter in der Generaldirektion ist Mario Nava. 

## Direktionen
Die Generaldirektion ist in Brüssel angesiedelt und gliedert sich in sieben Direktionen:
- Direktion A: Beschäftigung und Soziale Governance
- Direktion B: Beschäftigung
- Direktion C: Soziale Angelegenheiten
- Direktion D: Arbeitsmobilität
- Direktion E: Qualifikation
- Direktion F: Investitionen
- Direktion G: Audit, Evaluation und Kommunikation